# Ardakan
Ardakan (en persan : اردکان) est la deuxième ville la plus importante de la province de Yazd en Iran. Elle a une population estimée à 61 596 habitants en 2006. Elle fut fondée au XIIe siècle dans la région de Zardug, qui est une zone au climat sec et désertique.
En persan, le mot Ardakan signifie « lieu saint » ou « lieu propre » (Persan moderne : ardak+an ; Moyen persan : artak+an). La ville possède de nombreux lieux ou monuments religieux historiques : la grande mosquée d'Ardakan (Masjed-e Jame’), la mosquée Zire-deh, Imamzadeh Mir Seyyed Mohammad, Tekiyeh du bazar neuf…
La région autour de la ville est aussi un des centres du zoroastrisme en Iran, et il existe de nombreux lieux saints pour les zoroastriens dans le village de Sharif-Abad, près d'Ardakan. Chaque année, en été, des milliers de zoroastriens du monde entier se retrouvent dans la région pour des pèlerinages. Le site zoroastrien le plus important est Pir-e Sabz Chak Chak. Les autres mausolées sont : Pir Shah Eshtad Izad, Pir Shah Tashtar Izad, Pir Shah Mehr Izad et Pir Shah Morad.
Ardakan est la ville natale de l'ancien président iranien, Mohammad Khatami.